# Чернава (приток Касти)
Чернава — река в России, протекает по территории Даниловского района Ярославской области; правый приток реки Касть.
Сельские населённые пункты около реки: Туфаново, Скоково, Путятино, Акулово.